# Доминик Ори
Доминик Ори (фр. Dominique Aury; настоящее имя Анна Декло, фр. Anne Desclos; 23 сентября 1907 года — 27 апреля 1998 года) — французская писательница, переводчик, редактор.

## Биография
Доминик Ори окончила филологический факультет Сорбонны, работала журналистом. С 1946 года много лет занимала пост секретаря парижского издательства «Галлимар». Входила в жюри ряда литературных премий, переводила на французский язык произведения Томаса Брауна, Джеймса Хогга, Ивлина Во, Артура Кёстлера, Юкио Мисимы и др., выступала со статьями (часто в виде предисловий к книгам «Галлимара») о проблемах перевода, творчестве английских поэтов и писателей и др. Ори — лауреат премии Денизы Кларуэн за переводы и Большой премии критики за книгу статей «Чтение для всех» (фр. Lectures pour tous, 1958).
Наиболее известный эпизод в творческой деятельности Ори связан с опубликованным ею в 1954 году под криптонимом Полин Реаж (фр. Pauline Réage) эротическим романом «История О» (фр. «Histoire d'O»). Роман имел шумный и скандальный успех, несколько раз подвергался судебному преследованию, в 1975 году был экранизирован мастером эротического кино Жюстом Жакеном. Однако Ори в течение 40 лет не признавалась в своем авторстве, и только в 1994 году в интервью журналу «Нью-Йоркер» открыто заявила о нём, назвав книгу письмом любви к Жану Полану — писателю, автору предисловия к первой публикации «Истории О»: «Я не была молода, не была прекрасна. Мне нужно было найти другое оружие. Физическое начало тут не годилось — только оружие из сферы духа. „Я уверен, ты не можешь писать в этом жанре“, — сказал он мне. „По крайней мере, я могу попробовать“, — ответила я».